# روح کلاهدوز
روح کلاهدوز (فرانسوی: "Les fantômes du chapelier"‎) فیلمی فرانسوی در سبک درام و کمدی به کارگردانی کلود شابرول است که در سال ۱۹۸۲ منتشر شد.

## بازیگران
- میشل سرو
- شارل آزناوور
- فرانسوا کلوزه
- ماریو داوید
- اورور کلمان
- ایزابل سادویان
- مونیک شومت